# Rockwood, Tennessee
Rockwood este un orășel situat în comitatul Roane, estul statului Tennessee din SUA. Localitatea se află la altitudinea de 272 m deasupra n.m. ocupă suprafața de 282,4 km² din care 282,3 km² este uscat și avea în anul 2000 ca. 5700 loc.

## Istoric
Localitatea a luat ființă pe cursul râului Tennessee, prin anii 1860, fiind sediul firmei Roane Iron Company, care a întemeiat localitatea pe pământul indienilor cherokee. Localitatea a fost numită de generalul William T. Wilder după William O. Rockwood, primul președinte al firmei Roane Iron Company.

## Personalități marcante
- Megan Fox (n. 1986) fotomodel și actriță